# Toa Baja
Toa Baja és un municipi de Puerto Rico situat a la costa nord de l'illa, també conegut amb els noms de Ciudad de los Valles del Toa, Ciudad Bajo Aguas i Los Llaneros. Confina al nord amb l'Oceà Atlàntic; al sud amb Toa Alta; a l'est amb Cataño i Bayamón; i a l'oest amb Dorado. Forma part de l'Àrea metropolitana de San Juan-Caguas-Guaynabo.
El municipi està dividit en 8 barris: Toa Baja Pueblo, Sabana Seca, Palo Seco, Campanillas, San José, Ingenio, Candelaria i Media Luna.

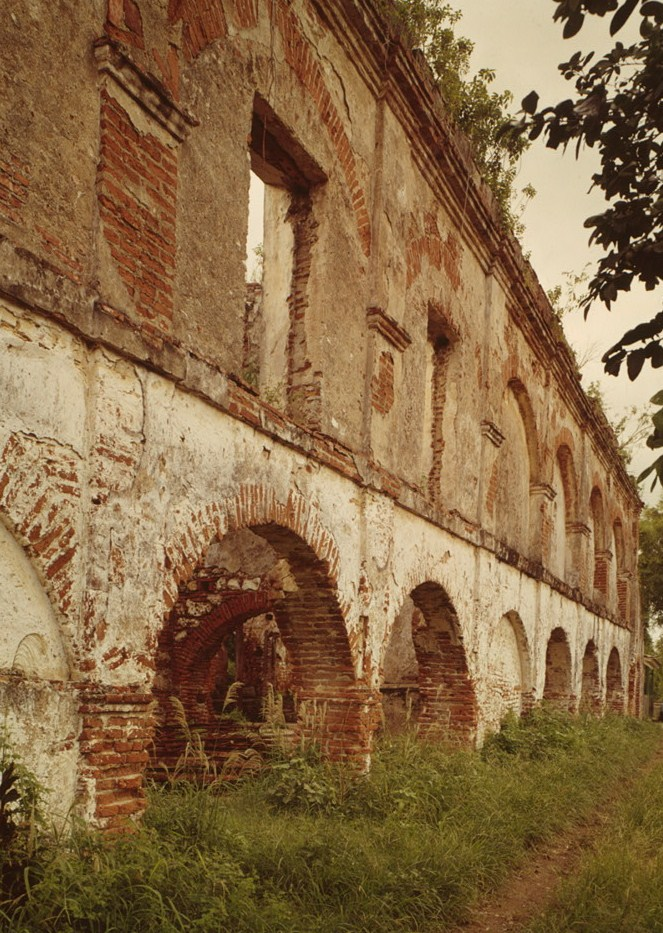
Ruïnes de la sucrera Hacienda Santa Elena